# Hanging Up
Hanging Up (Colgadas en España y No nos dejes colgadas en Hispanoamérica) es una comedia protagonizada por Meg Ryan, Diane Keaton y Lisa Kudrow. Dirigida por Diane Keaton. Escrita por Nora Ephron. Estrenada el 18 de febrero de 2000 en Estados Unidos.

## Sinopsis
Las tres hermanas Mozell se llevan bien, pero se enfrentan a la vida como mejor saben: a través del teléfono. Cuando su padre es ingresado en un hospital de Los Ángeles, algo cambia en su actitud ante la familia.

## Recepción crítica y comercial
Según la página de Internet Rotten Tomatoes obtuvo un 12% de comentarios positivos, llegando a la siguiente conclusión: "Aunque el guion y la novela en la que está basada fueron escritas por la misma persona, los críticos dicen que "Hanging Up" es una mala adaptación. Las interpretaciones están muy bien, pero no son suficientes para salvar la película."
Según la página de Internet Metacritic recibió críticas negativas, con un 33%, basado en 30 comentarios de los cuales 6 son positivos.
Recaudó 36 millones de dólares en Estados Unidos. Sumando las recaudaciones internacionales la cifra asciende a casi 52 millones. Su presupuesto fue de 60 millones.

## DVD
Colgadas salió a la venta el 10 de octubre de 2000 en España, en formato DVD. El disco contiene menús interactivos, acceso directo a escenas, tráiler de cine, escenas eliminadas, banda sonora, cómo se hizo, filmografías y tomas falsas.